# 高梁市立有漢西小学校
高梁市立有漢西小学校（たかはししりつ うかんにししょうがっこう）は、かつて岡山県高梁市有漢町有漢2418にあった高梁市立の小学校である。

## 沿革
- 1872年（明治5年）- 法妙寺敷地を借用し学校（啓蒙舎）を設置。
- 1900年（明治33年）- 組合立知新小学校を併設し有漢尋常高等小学校と改称。女子教育を目的として付設裁縫学校を併設。
- 1901年（明治34年）- 裁縫学校を有漢女学校専修学校と改称。
- 1902年（明治35年）- 有漢農業補習を創立。
- 1904年（明治37年）- 有漢教員養成所を創立
- 1910年（明治43年）- 女子准教員養成所は有漢女子准教員養成所として分離独立。
- 1913年（大正2年）- 有漢小学校裁縫専科正教員養成所が認可され開所。
- 1918年（大正7年）- 有漢女学校専修学校は有漢女学校と改称し、精華分教場に女学校の分教場が置かれる。
- 1920年（大正9年）- 有漢女学校を廃して有漢実業補習学校を設け、男子部・女子部に分ける。
- 1921年（大正10年）- 有漢実科高等女学校を開校。
- 1922年（大正11年）- 女子尋常本科正教員養成所を設立。
- 1925年（大正14年）- 女子小学校本科正教員養成所に変更申請して認可され、有漢高等女学校が開校。
- 1928年（昭和3年）- 有漢教員養成所を閉校。
- 1941年（昭和16年）4月 - 国民学校令施行により有漢国民学校に名称変更。
- 1947年（昭和22年）4月 - 学校教育法施行により有漢国民学校初等科が有漢小学校に名称変更。
- 1956年（昭和31年）4月 - 町村合併により有漢町立有漢小学校に改称。
- 1957年（昭和32年）
  - 3月 - 精華分校を廃止
  - 4月 - 有漢町立有漢西小学校と改称する
- 2004年（平成16年）10月1日 - 有漢町が高梁市と合併。高梁市立有漢西小学校に改称。
- 2022年（令和4年）3月31日 - 小中一貫校設立を前提に有漢東小学校と統合し、閉校[1]。